# Óscar Chávez
Óscar Chávez Fernández, conocido como Óscar Chávez (Ciudad de México, 20 de marzo de 1935-Ciudad de México, 30 de abril de 2020) fue un cantante, actor, compositor, investigador de música, director de teatro y poeta mexicano, considerado uno de los máximos exponentes del canto nuevo en su país. En julio de 2019 fue reconocido, por la Secretaría de Cultura de la Ciudad de México, como Patrimonio Cultural Vivo de la Ciudad de México, en la Fiesta de Trova y Canción Urbana Cantares.
Se caracterizaba por componer, interpretar e investigar sobre diversos géneros de música popular mexicana y latinoamericana. Asumido políticamente como de izquierda, fue conocido en su país por sus canciones de protesta, dirigidas principalmente contra el gobierno y la derecha, entre las que destaca «La casita». Apoyó musicalmente el movimiento del Ejército Zapatista de Liberación Nacional. Se acompañaba habitualmente en sus presentaciones del Trío Los Morales. Era conocido como El Caifán Mayor, por su participación en la película Los caifanes, de Juan Ibáñez.

## Datos biográficos
Esgrimes el afán de la memoria,
amarras las palabras con tu nudo,
las pules con el aura de su escudo
y te vas tan campante por la historia.
El lenguaje será siempre tu noria;
sucinto hasta el final, mas nunca mudo,
engastarás el ánimo desnudo
con la tenaz angustia de tu eurofia.
Nada se te negó. Vayan las mieles,
de jácaras y albures a estrambote,
con vítores, fanfarrias y laureles,
las sienes del último Quijote,
que a fuer, merece un ramo de claveles
y un morado manojo de epazote.

(Poema de noviembre de 1998 de Óscar Chávez "Para Juan José Arreola en sus ochenta años, esperando goce de cabal salud.")

Nacido en la colonia Portales de la Ciudad de México, su padre fue originario del estado de Zacatecas y su madre descendiente de españoles avecindados en el Estado de México. Pasó la mayor parte de su niñez y adolescencia en la colonia Santa María la Ribera. Posteriormente, se mudó a la colonia Roma Sur, donde residió hasta su muerte. Inició su vida laboral en un banco, pero descubrió gusto por el teatro estudiando año y medio en la academia del actor Seki Sano. Su primera obra de teatro fue en 1958 A ritmo de juventud, dirigida por Enrique Lizalde. En 1960, ingresó a la Escuela Teatral del Instituto Nacional de Bellas Artes (INBAL), sitio en donde tomó clases con profesores como Salvador Novo, Emilio Carballido, Pilar Souza y Sergio Magaña, entre otros. En 1961 ingresó a laborar a Radio Universidad (XEUN) como actor-locutor y productor de programas de radio drama, de los cuales grabó más de 200 producciones. Hacia 1962, inició su carrera como músico, investigador e intérprete de música popular mexicana, por iniciativa de la investigadora Lilian Mendelssohn, quien vio en Chávez un estilo singular de revaloración de piezas mexicanas antiguas. Ella lo contactó con la disquera Polydor, misma que grabó su primer álbum Herencia lírica mexicana, con el músico José González Márquez. El éxito de la grabación motivaría a Polydor a grabar un segundo volumen bajo la misma temática.
Como director de teatro, sus primeras obras fueron Un hogar sólido y Ventura Allende, ambas de Elena Garro, en 1963. Su labor en la música prosiguió y también su actividad teatral; dentro de la misma, trabajó con el director de teatro y de cine Juan Ibáñez, quien lo invitó a incursionar en el cine con su película Los caifanes, en 1966, al lado de Julissa, Enrique Álvarez Félix, Sergio Jiménez, Ernesto Gómez Cruz y Eduardo López Rojas, entre otros. La cinta fue exitosa y aumentó la fama de sus actores, hecho que benefició a Chávez para consolidarse tanto en el teatro como en la música.
Formó parte del Movimiento de 1968 en México junto a otros artistas como Los Nakos, Los Folkloristas, Judith Reyes, León Chávez Teixeiro y Amparo Ochoa interpretando canciones en las protestas y manifestaciones en apoyo a esa causa. Dicha participación quedó consignada en el documental El grito, México 1968, de Leobardo López Arretche, en donde apareció cantando en la Ciudad Universitaria de la UNAM. El movimiento estudiantil cambió sus motivaciones artísticas inclinándolo por la composición e interpretación de canciones de protesta, de contenido social y político.
Tal viraje llevó a Chávez a incursionar en la composición e interpretación de canciones de parodia políticas haciendo el primer álbum de cinco de Parodias políticas, del cual grabó el primero de la serie en el Teatro Blanquita en 1970, sitio donde realizaría numerosas temporadas. También inició espectáculos de cabaret en sitios de la Ciudad de México como La Tasca y Café Colón con contenidos de crítica política al gobierno de entonces. Su participación activa por la conformación fallida del Sindicato de Actores Independientes, un sindicato distinto a la Asociación Nacional de Actores (ANDA) que se encontraba aliado al Partido Revolucionario Institucional, provocaría que en represalia sus oportunidades de trabajo como actor desaparecieran, como era de esperarse con amenazas y represalias a quien lo contratara.
En 1973 se convirtió en uno de los primeros intérpretes de música popular y tradicional en presentarse en el Palacio de Bellas Artes de su país, sitio en donde se presentaban de forma exclusiva música académica. Realizó desde 1998 hasta 2015 presentaciones anuales en el Auditorio Nacional mexicano.
Tras el surgimiento del Ejército Zapatista de Liberación Nacional en 1994, Chávez se asumió públicamente como su simpatizante. Además de la grabación del disco Chiapas que versó sobre el neozapatismo y el levantamiento guerrillero, Chávez organizó conciertos para la construcción de clínicas en los caracoles zapatistas y mantuvo una comunicación pública con dicha organización. En 2004 realizaría un nuevo volumen de parodias políticas, Parodias neoliberales. El 20 de marzo de 2016 celebró con un concierto masivo su 50 aniversario de trayectoria musical en el Zócalo de la Ciudad de México. En 2018 apoyó los esfuerzos por lograr una eventual candidatura indígena a la presidencia de México asumida por María de Jesús Patricio Marichuy para lo cual Chávez realizó conciertos y recabamiento de firmas. En 2019 participó con sus canciones en el festival Vive Latino en donde fue celebrado y homenajeado ante 30 mil personas; además, compartió escenario con Caifanes —quienes tomaron de la película Los caifanes su nombre artístico— y le llamaron públicamente Caifán mayor; lo hizo también Panteón Rococó con quienes interpretó su canción «Fuera del mundo». Su último concierto fue un recital público en el Bosque de Chapultepec el 16 de noviembre de 2019.
El 29 de abril de 2020, fue hospitalizado en el Centro Médico Nacional 20 de noviembre del ISSSTE, en Ciudad de México, cuando se supo que presentaba síntomas de COVID-19, en el contexto de la pandemia por coronavirus en México. Murió el día siguiente, por complicaciones de dicha enfermedad.

### Trayectoria y estilo musical
Su producción discográfica se compuso de más de 20 títulos, en los que explotó su propio estilo de interpretación basado en la música mexicana y latinoamericana. De la tradición musical interpretó los géneros tradicionales bajo los cuales publicó sus principales éxitos, entre los que se encuentran «Por ti» (originalmente llamada "El infierno es amor"), «Mariana», «Macondo» y «Fuera del mundo» entre otros. La labor de Chávez se encaminaba además de la interpretación en la investigación de las formas musicales y de la tradición lírica asociada a ello incluidos textos olvidados para colocarlos de nuevo en el gusto del público como romances del periodo novohispano («Román Castillo»), coplas y canciones del siglo XIX («La mariguana», «Mariana», «Corrido de Juan Cortina», «El Charro Ponciano») así como la grabación de álbumes dedicados a la producción musical de estados de México con riqueza musical como Oaxaca, Chiapas, Yucatán, Nuevo León y Veracruz, entre otros; o bien, de tradiciones de la canción por hechos históricos como las canciones de protesta del movimiento de 1968 (México 1968 vol. 1 y 2), el movimiento ferrocarrilero (Cantos ferrocarrileros) o la tradición musical liberal juarista (Juárez no debió morir), la guerra civil española y el exilio español (Canciones de la Guerra Civil y resistencia española) o el disco dedicado a la guerrilla zapatista, Chiapas. También dicha labor involucró que Chávez hiciera reversiones de autores destacados de la canción latinoamericana que se popularizarían en México en su voz como las de Carlos Puebla («Hasta siempre, Comandante»), Daniel Camino Diez («Macondo»), Violeta Parra («Gracias a la vida»), Ramón Sixto Ríos («Merceditas») y Miguel Matamoros («Lágrimas negras») entre otros. Igualmente musicalizó poesía y textos de autores como Nezahualcóyotl, José Martí («La niña de Guatemala»), Manuel José Othón («La casita») y Andrés Henestrosa («La ixhuateca»).
También grabó la serie Voz viva de México, en el que recitó poemas de Sor Juana Inés de la Cruz, Gilberto Owen y Amado Nervo; varios volúmenes dedicados a la música tradicional mexicana, latinoamericana, canción amorosa de su autoría, parodias políticas y diversos títulos vinculados con movimientos sociales.
Estuvo acompañado por varios músicos en su carrera musical; entre ellos, el requintista Chamín Correa; igualmente, en sus recitales de cada año en el Auditorio Nacional fue acompañado por grandes músicos, como la Internacional Sonora Santanera, en 2008, pero fue sobre todo el Trío Los Morales (Héctor, Carlos y Julio) el que estuvo a su lado durante muchos años en todos sus conciertos.
Como cantante, se presentó en el Festival de la OTI y dio conciertos y recitales en el Polyforum Cultural Siqueiros, el Palacio de Bellas Artes de la Ciudad de México, y fue el primer cantante de música popular que se presentó en un recital en este lugar, el Auditorio Nacional, conciertos gratuitos en plazas públicas como el Zócalo de la Ciudad de México, y en varias ciudades de países como España, Cuba, Holanda, Argentina, Chile, Ecuador, entre otros.

## Premios y reconocimientos
- Diosa de Plata, otorgada por la Asociación de Periodistas Cinematográficos de México (Pecime), por su actuación en la película Los caifanes, en 1966.
- Premio Ariel, otorgado por la Academia Mexicana de Artes y Ciencias Cinematográficas, por su actuación en la película Los caifanes, en 1966.
- Premio Nacional de Ciencias y Artes en el área de Artes y Tradiciones Populares, otorgado por la Secretaría de Cultura, en 2011.[23]
- Ciudadano Distinguido de la Ciudad de México, en 2016.[30]
- Doctorado honoris causa de la Universidad Autónoma del Estado de México, en 2016.[31]
- Patrimonio Cultural Vivo de la Ciudad de México por la Secretaría de Cultura de la Ciudad de México, en 2019.[32]

## Muerte
El 29 de abril de 2020, fue hospitalizado en el Centro Médico Nacional 20 de noviembre del ISSSTE, en Ciudad de México, cuando se supo que presentaba síntomas de COVID-19, en el contexto de la pandemia por coronavirus en México, falleciendo al día siguiente por las complicaciones de esta enfermedad.

## Discografía
- Herencia Lírica Mexicana Vol. 1 (1963)
- Herencia Lírica Mexicana Vol. 2 (1966)
- Los Caifanes (1967)
- Herencia Lírica Mexicana Vol. 3 (1968)
- Un trovero llamado Oscar (1968)
- De la Película "La Generala". Oscar Chávez canta sus propias canciones (1970)
- Latinoamérica canta Vol. I. El Jicote. (1970)
- Latinoamérica canta Vol. II. El Ahuizote ¡Enjaulado! (1971)
- La Llorona (1972)
- Versos sencillos cantados por Oscar Chávez (1972)
- Expresiones (1973)
- Los grandes artistas. En vivo desde Bellas Artes (1973)
- Mariguana (1973)
- Añoranzas mexicanas Vol. 2 (En colaboración con Tehua) (1974)
- Regeneración. Sigue Latinoamérica (1974)
- Cuento de Navidad (1975)
- Parodias políticas (1975)
- Tropicanías Vol. 1 (1975)
- Casi todos con Oscar Chávez (1976)
- Oscar Chávez interpreta canciones originales de Rafael Elizondo. (1976)
- Añoranzas mexicanas Vol. 5 (Con Tehua) (1977)
- Latinoamérica canta vol. 4 (1977)
- Parodias políticas Vol. 3 (1977)
- Guerrero (1978)
- Nicaragua vencerá (1979)
- En el border (1980)
- Oscar interpreta a Chávez (1980)
- Parodias políticas Vol. 4 (1981)
- Parodias políticas Vol. 5 (1982)
- 16 éxitos de oro (1983)
- Tropicanías vol. 2 (1983)
- En el Teatro de la Ciudad Vol. 1, 2 y 3 (1984)
- Lírica infantil mexicana, vol. 1, 2, y 3 (Con los Hermanos Rincón) (1985)
- Amorosas, Divertidas y Horrorosísimas Canciones de la Calaca Flaca (1986)
- Aquellas canciones de los Martínez Gil (1986)
- Décimas Topadas (Con Guillermo Velázquez) (1986)
- Y la canción se hizo... Calavera (1986)
- 16 éxitos, vol. 2 (1987)
- 25 años con el canto, Vol. 1, 2 y 3 (En vivo) (1987)
- El pueblo y el mal gobierno (Con Guillermo Velázquez) (1988)
- Que cante Oscar Chávez parodias políticas y otras yerbas, Vol. 1 y 2. (En vivo) (1988)
- Navidad Mexicana (1990)
- 30 años con Oscar Chávez en Bellas Artes (En vivo) (1992)
- Fuera del Mundo, Oscar Chávez le canta a la Capital, vol. 1 y 2 (En vivo) (1992)
- Amorosas, Divertidas y Horrorosísimas Canciones de la Calaca Flaca x Oscar Chávez (1993)
- El Caifán (En vivo) (1993)
- México 68 Vol. 1 y 2 (1994)
- Cantos ferrocarrileros (1995)
- Encerrona con Oscar Chávez. Vol. 1, 2, 3 y 4 (1995)
- Latinoamor (1995)
- Parodias Neoliberales Vol 1 y 2 (1995)
- Con Mariachi, canciones de Guanajuato (En vivo desde el Festival Internacional Cervantino, 1987) (Editado en 1995)
- Canciones de Vicente Garrido (1997)
- Los Tangos Prohibidos (1998)"
- España 1936-1939-1975 (Canciones de la Guerra Civil y Resistencia española) (1999)
- Oscar Chávez: Chiapas (2000)
- 20 de Chava Flores en la voz de Oscar Chávez (2000)
- ¡Ah, qué la canción! En vivo Auditorio Nacional 2000 (2001)
- No la chiflen que es cantada. Auditorio Nacional 2001 (2002)
- No me toquen ese vals. Auditorio Nacional 2022 (2003)
- No acabarán mis flores... No cesarán mis cantos. Auditorio Nacional 2003 (2004)
- Me lleva la cantada. Auditorio Nacional 2004 (2005)
- Puro Nuevo León (2005)
- La Gran Historia (compilación) 2005
- Náufragos del alba. Con Pancho Madrigal (2007)
- Del son jarocho a la trova yucateca. (2008)
- Juárez no debió de morir (2009)
- ¡Como México sí hay dos! Oscar Chávez y Guillermo Velázquez. Grabado en el Festival Internacional Cervantino 2007 (2009)

### Colectivos
- 1975 - Compañero presidente
- 1984 - Tercer festival de la Nueva Canción Latinoamericana

### Colaboraciones
- 1975 - Tehua - Añoranzas mexicanas, vol. 1 y 2
- 1990 - Amparo Ochoa-Los Morales en Holanda
- 1998 - Interpreta la canción «Mire, amigo» en el álbum Caíto canta a Zitarrosa, de Carlos Díaz 'Caíto'
- 1999 - Participa en la canción «Nancy Llaga» en el álbum Trance, de La Castañeda
- 2015 - Participa en la canción «Marco's Hall» en el álbum XX años, de Panteón Rococó
- 2018 - Dueto con Guadalupe Pineda en su álbum Homenaje a los grandes compositores, interpretando juntos su canción «Por ti»

## Filmografía
- 1966 - Los caifanes
- 1968 - El oficio más antiguo del mundo
- 1969 - Santa
- 1970 - Las cadenas del mal
- 1970 - El cuerpazo del delito
- 1970 - Flor de durazno
- 1971 - El amor tiene cara de mujer (TV)
- 1971 - La generala
- 1973 - Las cautivas
- 1976 - México de mis amores
- 1979 - María de mi corazón
- 1980 - A fuego lento
- 1988 - Rompe el alba
- 2001 - Piedras verdes
- 2006 - El Chávez canta aunque la rama cruja (TV)